# Аль-Вихдат (футбольный клуб)
«А́ль-Вихдат» (араб. نادي الوحدات‎) — иорданский футбольный клуб из города Амман, выступающий в чемпионате Иордании. Основан в 1956 году. Домашние матчи проводит на стадионе «Король Абдулла II», вмещающем 18 000 зрителей.

## История
Клуб основан в 1956 году под названием Молодежный центр Аль-Вихдат, в 1974 году название было изменено на Спортивный клуб Аль-Вихдат. В 1986—1988 году назывался Спортивный клуб Аль-Диффатаин.
Клуб является десятикратным обладателем Кубка Иордании.

## Достижения
- Чемпионат Иордании по футболу: 17

1980, 1987, 1991, 1994, 1995, 1996, 1997, 2005, 2007, 2008, 2009, 2011, 2014, 2015, 2016, 2018, 2020
- Кубок Иордании по футболу: 12

1982, 1985, 1989, 1996, 1997, 2000, 2009, 2010, 2011, 2014, 2022, 2024
- Jordan FA Shield: 10

1983, 1984, 1989, 1996, 2003, 2005, 2008, 2010, 2017, 2020
- Суперкубок Иордании по футболу: 15

1989, 1992, 1997, 1998, 2000, 2001, 2005, 2008, 2009, 2010, 2011, 2014, 2018, 2021, 2023